# 이희완 (군인)
이희완(1976년 3월 7일 ~ )은 대한민국의 해군 장교로 2002년 6월 29일 제2연평해전에 참전한 참수리357호정의 부정장이었다.

## 생애
이희완은 경북 금릉군(지금의 김천시)에서 태어나 구성초등학교, 울산중학교, 울산 성신고등학교를 졸업하고 해군사관학교 54기로 입학하여 2000년 해군 소위로 임관하였다. 그 후 참수리급 고속정 참수리 357호의 부장이 되었다. 2002년 6월 29일 제2연평해전에서 직속상관인 윤영하 소령이 전사하면서 이희완 중위도 양쪽 다리에 총상을 입었다. 그럼에도 불구하고 이희완 중위는 전사한 정장을 대신하여 고속정을 지휘하여 북방한계선(NLL)을 사수했고, 이후 이희완 중위는 끝내 오른쪽 다리를 절단했고 의족을 하게 되었다. 최순조의 연평해전에서는 치료를 거부하고, 적장을 죽이라고 명령한 것으로 묘사되어 있다. 이로 인해 현역부적합 심의에 회부되었으나 2002년에 신설된 군인사법 53조 3 ‘본보기가 될 만한 행위로 인해 신체장애가 된 군인의 현역복무’ 규정으로 인하여 현역으로 복귀하였다.
2002년 대한민국 정부는 그의 공로에 충무무공훈장을 수여하였다.
이희완은 2010년 10월 1일에 국군의 날을 기념하여 제1회 위국헌신상을 수상하였다.
2023년 12월 6일 국가보훈부 차관으로 임명되었고, 12월 10일 전역식을 마치고 그 다음날에 취임하였다.

## 상훈
- 2002년 충무무공훈장

## 같이 보기
- 제2연평해전
- 윤영하
- 박동혁
- PKX